# Награда „Тоша Јовановић”
Награда „Тоша Јовановић” је признање које се додељује запосленима и спољним сарадницима који су својим радом помогли и унапредили рад зрењанинског Театра.

## Добитници
- Кристина Мирков (2006)[1]
- Радослав Златан Дорић (2007)[1]
- Анђа Јанков Малбашки (2008)[1]
- Љубослав Мајера (2009)[1]
- Владимир Грубанов (2010)[1]
- Екипа представе „Збогом, жохари!” (2011)[1]
- Екипа представе „Приче птице лажљивице” (2012)[1]
- Горан Ковачевић (2013)[1]
- Сава Дамјановић (2014)[1]
- Лист „Зрењанин” (2015)[1]
- Сви запослени, поводом 70 година рада Драмске сцене и 60 година рада Луткарске сцене (2016)[1]
- Сања Радишић (2017)[1]
- Андрија Поша, Данило Михњевић, Благовеста Василева, Дејан Карлечик и Сања Радишић (2018)[1]
- Бранкица Морић, Вилмош Кашлик, Тибор Фараго, Андрија Поша, Александар Драгар, Јован Торачки, Драган Ђорђевић, Жељко Мијановић (2019)[1]
- Олгица Трбојевић Костић, глумица Луткарске сцене, Стефан Јуанин, глумац Драмске сцене, и Срђан Векецки, мајстор позорнице Драмске сцене (2021)[1]